# Forever in Your Heart
Forever in Your Heart (укр. Завжди в твоєму серці) — п'ятий студійний альбом канадського нойз-поп дуету Black Dresses. Його було випущено 14 лютого 2021 року під лейблом Blacksquares Media. Він є першим альбомом після розпуску дуету у травні 2020 року через переслідування й порушення особистих кордонів однієї з учасниць дуету. Альбом анонсував сам дует на своїй сторінці в Твіттері, написавши: "На жаль, ми більше не гурт. Незважаючи на це, ми вирішили далі випускати музику". На сторінці альбому на Bandcamp написано, що пісні було "зібрано у 2020 році" й не зазначено, чи це було зроблено до розпуску чи вже після.

## Жанр і стиль
Forever in Your Heart належить до таких жанрів як метал, електронна музика, індастріал-метал, нойз, індастріал-поп, діджитал-хардкор, EDM, маючи більш абразивне звучання ніж минулі роботи дуету. Альбом містить багато криків, дисторшнів, метал-рифів, дослідження тем апокаліпсису, тривожності, патріархального суспільства і трансгендерності.  

## Огляди
У розгляді альбому на Exclaim! Елі Лаб написала, що Forever in Your Heart є химерним магнум-опусом, який безумовно надихне наступне покоління музикантів-експериментаторів і шанувальників. На Pitchfork написали, що альбом більш "важчий" ніж попередній Peaceful as Hell, але похмурий як і вся інша творчість дуету, додавши, що "Це може здатися дивним, враховуючи галасливі й грубі переплетення їхніх пісень, але спокій став повторюваною темою в музиці Black Dresses". У списку найкращих альбомів 2021 року на TV Obsessive, де Forever in Your Heart посів перше місце, його описали як "найтемніший, найнапруженіший, найзліший реліз року; киплячий котел отрути, що розбивається наліво й направо з найжорсткішими та найбільш наелектризованими песимістичними піснями", порівнюючи з Peaceful as Hell, що має багато спільного з попередньо описаним Forever in Your Heart.
Пісня «PEACESIGN!!!!!!!!!!!!!!!!!» була включена до списку «20 найкращих рок-пісень на даний момент» на The Fader у лютому 2021 року.

## Нагороди
| Опубліковано на | Нагорода                                                         | Місце |
| --------------- | ---------------------------------------------------------------- | ----- |
| TV Obsessive    | Топ 50 альбомів 2021 року                                        | 1     |
| Bandcamp Daily  | Співробітники Bandcamp Daily про їхні улюблені альбоми 2021 року |       |
| The Needle Drop | 50 найкращих альбомів 2021 року                                  | 23    |
| Paste (журнал)  | 20 найкращих електронних альбомів 2021 року                      |       |

## Список треків
| Список треків альбому Forever in Your Heart. | Список треків альбому Forever in Your Heart. | Список треків альбому Forever in Your Heart. |
| #                                            | Назва                                        | Тривалість                                   |
| -------------------------------------------- | -------------------------------------------- | -------------------------------------------- |
| 1.                                           | «Peacesign!!!!!!!!!!!!!!!!!»                 | 3:28                                         |
| 2.                                           | «Concrete Bubble»                            | 3:34                                         |
| 3.                                           | «Bulldozer»                                  | 2:56                                         |
| 4.                                           | «Heaven»                                     | 3:08                                         |
| 5.                                           | «Tiny Ball»                                  | 2:15                                         |
| 6.                                           | «Silver Bells»                               | 3:11                                         |
| 7.                                           | «Ragequitted»                                | 3:03                                         |
| 8.                                           | «Waiting42moro»                              | 3:27                                         |
| 9.                                           | «Gone In an Instant»                         | 2:59                                         |
| 10.                                          | «We'll Figure It Out»                        | 2:59                                         |
| 11.                                          | «Understanding»                              | 4:53                                         |
| 12.                                          | «Perfect Teeth»                              | 3:06                                         |
| 13.                                          | «Zero Ultra»                                 | 3:31                                         |
| 14.                                          | «Mistake»                                    | 2:04                                         |
| 15.                                          | «(Can't) Keep It Together»                   | 3:58                                         |
| 48:38                                        |                                              |                                              |